# Марк Ліциній Красс Фругі (консул 64 року)
Марк Ліциній Красс Фругі (лат. Marcus Licinius Crassus Frugi; 27 — 67) — політичний і державний діяч ранньої Римської імперії, консул 64 року.

## Життєпис
Походив з роду нобілів Ліциніїв. Син Марка Ліцинія Красса Фругі, консула 27 року, та Скрибонії. 
У 47 році імператор Клавдій стратив його батьків та старшого брата. Потім замолоду Красс навчався в Афінах. У 64 році його було обрано консулом разом з Гаєм Леканієм Бассом. У 67 році був страчений за наказом імператора Нерона через донос Аквілія Регула.

## Родина
Дружина — Сульпіція Претекстата.
Діти:
- Марк Ліциній Скрибоніан Камерін
- Ліцинія Претекстата, старша весталка
- Гай Кальпурній Красс Фругі Ліциніан, консул 87 року.
- Луцій Рупілій Лібон Фругі, консул-суфект 88 року.